# Чемпионат Беларуси по шашечной композиции 1976
Чемпионат Белоруссии по шашечной композиции 1976, оригинальное название — Первый чемпионат БССР по шашечной композиции — национальное соревнование по шашечной композиции. По итогам соревнований было возможно выполнение массовых разрядов, звания «мастер спорта СССР». Соревнования проходили заочно.
Триумфатор I чемпионата — Леонид Сергеевич Витошкин завоевал три золотых медали — в этюдах и задачах.
Задачист Пётр Павлович Матус — золото и серебро.
Дмитрий Владимирович Сухоруков — на большой доске выиграл серебро и бронзу.
Георгий Карлович Укман — две бронзы.

## О турнире
Соревнования проводились по русским и международным шашкам в дисциплинах проблемы, задачи, этюды.

## Спортивные результаты
Проблемы-64.
 Николай Грушевский (Минск) — 41 очко.  Пётр Ковалев (Минск) — 35,5.  3-4. Георгий Укман (Полоцк) и Николай Иржавский (Гродно — Россь) — 31,0. 5. Дмитрий Сухоруков (Минск, по лучшей композиции) — 19,5. 6. Николай Куринец (Бобруйск) — 19,5. 7. Вадим Булат (Витебск) — 18,5. 8. Михаил Стефанович (Гродно) — 18,0. 9. Василий Мартинкевич (Глубокский район, д. Тиновка) — 17,5. 10. Михаил Камчатный (Речица) — 11,0. 11-13. Александр Власенко (Витебск), Владимир Гончар (Солигорский район, д. Пружанка), Иван Прудник (Минск) — 10,0. 14-15. Борис Иванов (Минск), Иван Навроцкий (Минск) — 9,0 (по оценке лучшей). 16. Пётр Шклудов (Полоцкий район, д. Сувалково) — 9,0. 17. Сергей Кургуз (Минск) — 8,5. 18. Николай Лешкевич (Столинский район, д. Ольпень) — 5,0. 19. Виталий Шрамко и Николай Фесенко (Калинковичский район, д. Ветельская) — 4,0. 20-21. Григорий Кравцов (Круглянский район, д. Рублевск), Иван Курочкин (Кормянский район, д. Сырск) — 0,0.
Этюды-64.
 Леонид Витошкин (Гомель) — 21,5.  Герасим Вышинский (Антополь) — 7,5.  Александр Софроненко — 5,5. 4-6. Давид Городецкий (Бобруйск), Сергей Кургуз, Алексей Акулич (Витебск) — 0,0.
Задачи-64.
 Леонид Витошкин — 47,0.  Пётр Матус (Минск) — 44,0.  Иван Стрельчик (Барановичи) — 37,0. 4. Дмитрий Сухоруков — 36,0. 5. Александр Шурпин (Климовичи) — 35,5. 6. Анатолий Шабалин (Минск) — 23,75. 7. Борис Иванов — 22,5. 8. Владимир Гончар — 21,0. 9. Константин Тарасевич (Березовский район, д. Спорово) — 19,0. 10. Александр Шабалин (Минск) — 13,75. 11. Александр Власенко — 0,0.
Проблемы-100.
 Николай Иржавский — 40,5.  Леонид Чернов (Минск) — 39,75.  Дмитрий Сухоруков — 34,5. 4. Николай Грушевский — 33,5. 5. Вадим Булат — 33,0. 6. Александр Софроненко (Бобруйск) — 32,5. 7. Александр Власенко — 23,5. 8. Виталий Шрамко и Николай Фесенко — 9,5. 9. Борис Иванов — 5,0.
Этюды-100.
 Леонид Витошкин — 35,5.  Дмитрий Сухоруков — 18,5.  Георгий Укман — 11,5. 4-5. Александр Софроненко, Дмитрий Слесарчик (Гродно) — 0,0.
Задачи-100.
 Пётр Матус — 50,0.  Владимир Кожемякин (Гомель) — 50,0.  Дмитрий Сухоруков — 49,0. 4. Александр Шурпин — 30,0. 5. Иван Стрельчик — 24,5. 6. Гарри Далидович (Минск) — 22,5. 7. Анатолий Шабалин — 18,5. 8. Александр Шабалин — 7,5.